# Earache Records
Earache Records est un label discographique britannique de heavy metal, basé à Nottingham, en Angleterre. Le nom est un jeu de mots en anglais signifiant « mal d'oreilles » en rapport avec l'agressivité de la musique qu'il distribue. Le label a aidé des groupes et artistes orientés metal extrême à se populariser avec diverses parutions grindcore et death metal entre 1988 et 1994.

## Histoire

### Années 1980–2000
Earache est fondé en 1986 par Digby « Dig » Pearson. En 1985, avant d'adopter le nom de « Earache Records » pour son label, Pearson fait paraître Anglican Scrape Attic, une compilation composée d'anciens groupes punk hardcore et crossover comme Hirax, Lipcream, et Concrete Sox. La première parution officiel au label Earache date de 1987, sur format vinyle et ayant pour référence MOSH 1, intitulé The Return of Martha Splatterhead du groupe The Accüsed (en). La première parution majeure du label cependant s'intitule Scum de Napalm Death. Plus tard, en 1989, Earache fait paraître Torture Garden de Naked City, un LP composée de « miniatures hardcore ». D'autres albums parus au label ont été composés par des groupes de metal extrême.
Aussi, le logo original d'Earache Records est créé par Jeff Walker, le chanteur et bassiste du groupe Carcass. Depuis, le label Earache se crée quelques sous-labels, dont Wicked World Records, Elitist Records, Sub Bass Records et Necrosis Records, le dernier ayant été dirigé par Jeff Walker et qui a vu paraître les albums de Repulsion, et de Bill Steer du groupe Carcass. Encore d'autres parutions voient le jour comme celles du groupe Deicide et des rockeurs californiens Adema, qui ont atteint le Billboard 200,.
Earache est particulièrement lié à la scène death metal, mais le label a également fait paraître des musiques d'autres genres musicaux comme celle du groupe de ragga-metal gallois Dub War (en), le groupe de techno hardcore britannique Ultraviolence, et du groupe de musiques expérimentale/industrielle Scorn. Earache signe même des groupes comme Ewigkeit (en). Au début de 2007, le label signe un contrat de distribution avec EMI, puis renouvelle son contrat en juillet 2012. En 2009, Earache réédite l'album du groupe de grindcore Insect Warfare, intitulé World Extermination, pour les marchés européens.

### Années 2010–2020
Au début de 2010, Earache annonce sa signature avec le groupe de singapourien Wormrot.
En 2018, la sitcom technologique Silicon Valley présente You Suffer à plusieurs reprises dans un épisode. En réponse, le label crée un bot Twitter (@NapalmDeathBot) qui envoie un tweet toutes les heures avec le prix du bitcoin. Ils ont également inséré You Suffer dans la blockchain, une première pour un label. En août 2018, Earache signe l'artiste trap/rap ALIREZA301. Alireza est un rappeur du Maryland influencé par le métal qui interprète un style de trap/rap qui, par endroits, incorpore fortement des guitares.
Les nouvelles signatures rock d'Earache atteignent des positions dans le Top 15 des charts britanniques, notamment : un album classé 6e avec A Deeper Cut de Temperance Movement (2018), un album classé 8e avec Find a Light de Blackberry Smoke (2018), un album (9e) avec House of Noise de Massive Wagons (2020), un album 13e avec Hollow Bones de Rival Sons (2016) et un album (14e) avec Point of No Return de Those Damn Crows (2020),,,,. En 2021, le label signe le groupe Terrorizer.

## Critiques
Au fil des ans, les relations entre le label et certains de ses anciens artistes sont devenues tendues, et Pearson, créateur du label, a publié un certain nombre d'articles de blog désobligeants à l'égard, entre autres, de JS Clayden de Pitchshifter et de Barney Greenway de Napalm Death. Greenway répond que Pearson « s'attend à ce que tout le monde soit soumis »,, tandis que Clayden qualifie Pearson de « mesquin et vindicatif » et critique le label pour ne pas avoir permis aux fans d'écouter ou d'acheter les albums de Pitchshifter qui sont sortis sur Earache. Dans le documentaire Slave to the Grind, Scott Carlson de Repulsion accuse Earache de ne pas payer le groupe, ajoutant « Je suis sûr qu'ils ont vendu beaucoup plus de disques qu'ils ne nous l'ont dit ». L'ancien batteur Justin Greaves d'Iron Monkey accuse Earache d'avoir refusé de soutenir financièrement le groupe en cas d'urgence lorsque, lors d'une tournée européenne, le chanteur Johnny Morrow est tombé malade et a dû rentrer au Royaume-Uni, ce que le groupe n'a pas eu les moyens de couvrir.

## Groupes et artistes
Liste complète (en février 2014) :
- Adema
- Akercocke
- Anal Cunt
- Anata
- Annihilator (pour l'Europe)
- Arsis
- At the Gates
- Autonomy
- Beecher (en)
- The Berzerker
- Biomechanical (en)
- Blackberry Smoke
- Blood Red Throne
- The Browning
- Brutal Truth
- Bolt Thrower (1989-1997)
- Bonded by Blood
- Cadaver
- Candiria (en)
- Carcass
- Carnage (en)
- Cathedral
- Cauldron
- Cerebral Bore (en)
- The Chasm (en)
- Circle of Dead Children
- Clutch
- Coalesce
- Concrete Sox
- Confessor
- Cult of Luna
- Decapitated
- December Wolves (en)
- Deicide
- Delta 9
- Diamond Plate (de)
- The Dillinger Escape Plan
- Disciples of Annihilation
- Dub War (en)
- Enforcer
- Entombed (1989-1996)
- Ephel Duath
- Evile
- Ewigkeit (en)
- Extreme Noise Terror
- Forest Stream (en)
- Fudge Tunnel
- Gama Bomb
- Godflesh (1989-2000)
- Hate Eternal
- The Haunted
- Heresy
- Ignominious Incarceration (en)
- Insision (en)
- Iron Monkey
- Janus Stark (en)
- Johnny Violent (en)
- Lawnmower Deth (en)
- Massacre
- Misery Loves Co. (en)
- Morbid Angel (1988-2004)
- Mortiis
- Municipal Waste
- Naked City
- Napalm Death (1986-1999)
- Nocturnus (1989-1993)
- Oceano (en)
- OLD (en)
- Order of Ennead (en)
- Painkiller
- Pitchshifter
- Rival Sons
- Sabazius (en)
- Savage Messiah
- Scorn
- Society 1 (en)
- Sore Throat (en)
- Short Sharp Shock (en)
- Sleep
- !T.O.O.H.!
- The More I See (de)
- The Temperance Movement
- Terrorizer (2021)[17]
- Vader
- Vektor
- Violator
- Woods of Ypres
- White Wizzard (en)
- With Passion (en)
- Wormrot (en)[9]